# 상사성 (유전학)
상사성은 수렴 진화로 인해, 계통적으로는 관련이 없는 여러 종에게서 발견되는 유사성을 뜻한다. 
유전학상 관련이 없거나 거리가 먼 종이 비슷한 환경에서 적응하며 비슷한 구조나 특징, 기능을 보이는 현상을 말한다. 반대로 상동성이란 기원이 같은 종에게서 나타나는 다른 구조나 특징, 기능을 설명하는 말이다.

## 같이 보기
- 수렴 진화